# Thad Cockrell
Thad Cockrell is een Amerikaanse countryzanger, gitarist en songwriter. Hij heeft vijf soloalbums uitgebracht, samen met een samenwerkingsalbum met Caitlin Cary en twee albums met LEAGUES. Cockrell schrijft vaak emotionele liedjes met de bedoeling erbij te horen.

## Biografie
Cockrell, de zoon van een baptistenpredikant, groeide op in Tampa, Florida. Zijn vader was predikant van een Independent Fundamental Baptist Church en voorzitter van Thad Cockrells school, waar Cockrell zijn liefde voor countrymuziek en rock-'n-roll ontdekte, wat bij hem thuis verboden was. Cockrell noemt bands als The Everly Brothers, The Cure en Nelson als vroege invloeden.
Na de middelbare school studeerde Cockrell af aan de Liberty University. Daarna studeerde hij aan het Southeastern Baptist Theological Seminary in Wake Forest, North Carolina. Het was daar dat Cockrells carrière als songwriter begon.
Cockrell nam zijn eerste album Stack of Dreams op met Chris Stamey van The dB's. Het werd in één dag opgenomen als demo en Cockrell vond het zo leuk dat hij het in zijn shows als ep begon te verkopen. Uiteindelijk werd de opname geremixt en kreeg het een ander nummer voor het uitbrengen van het album bij Yep Roc Records in 2001. Cockrells vrienden en voormalige Whiskeytown-leden Caitlin Cary en Skillet Gilmore speelden op het album. AllMusic geeft een lovende recensie van Cockrells debuut en beschrijft zijn stem als het soort hoge, eenzame geroezemoes dat het haar in je nek kan doen oprijzen en een traan in je oog kan brengen en het album als een mooie balans vinden tussen niet zo luidruchtige honky tonk en door het hart vermoeide ballads.
In 2003 werkte Cockrell opnieuw samen met producent Stamey voor zijn tweede publicatie Warmth and Beauty. CMT.com koos het album als een onafhankelijke toppublicatie. Allmusic verkondigde dat het album pure countrymuziek is, onbezoedeld door commerciële overwegingen en zonder rockinvloeden. Cary en Tift Merritt leenden de samenzang op het nummer Why Go.
Cockrell werkte opnieuw samen met Cary voor het duetalbum Begonias uit 2005. Een recensie in The Washington Post prees het album voor het overbrengen van de complexiteit van het huwelijk en schreef dat het 'een even goed traditioneel countryalbum is als we dit jaar waarschijnlijk zullen horen'. Het alternatieve countrymagazine No Depression prijst de teksten van Cockrell als eenvoudige eenvoud en complimenteert ook de zang op het album als 'intiem, direct en opzettelijk te weinig geoefend om een fris randje vast te leggen'.
Na de drie publicaties van Yep Roc verhuisde Cockrell naar Nashville om zich om financiële redenen te concentreren op songwriting. Hij schreef en schreef mede aan liedjes voor Lost Highway-artiest Donovan Frankenreiter en Universal Records-artiest Courtney Jaye. Cockrell bleef optreden in Nashville. Volgens medewerker en leider van Roman Candle, Skip Matheny, was Cockrell populairder dan ooit. Echter, als gevolg van een verlangen om minder te schrijven en een gemeenschap te vinden waar hij meer dan een muzikant zou kunnen zijn, verliet Cockrell Nashville om terug te keren naar North Carolina.
Tijdens zijn tijd in Nashville schreef en nam Cockrell het duet I Know the Reason op met Mindy Smith voor haar kerstalbum My Holiday uit 2007.
Op 13 oktober 2009 werd Cockrells eerste soloalbum To Be Loved uitgebracht na zes jaar. Het combineert gospel- en countryinvloeden tot zachte, slepende deuntjes. Het werd opgenomen in Nashville met producent Jason Lehning, die ook met Alison Krauss heeft gewerkt. Cockrell treedt ook op met de band Leagues uit Nashville
In het voorjaar van 2016 maakte Cockrell bekend dat hij bezig was met zijn vijfde soloalbum If In Case You Feel The Same, dat in 2020 via ATO Records werd uitgebracht.

### 2020-2021
Cockrell trad op 26 januari 2021 op in de Amerikaanse late night talkshow The Tonight Show Starring Jimmy Fallon, als zoomgast van 2021 naast The Roots. Gastheer en komiek Jimmy Fallon hoorde Cockrells nummer Swingin' in een ijzerhandel tijdens de COVID-19-pandemie en gebruikte Shazam om het nummer te vinden. Hij werd er zo door aangetrokken dat hij wilde dat Thad in de show zou optreden. Op 28 januari 2021 verscheen Cockrell in The Today Show. Op dezelfde dag bereikte de single nummer 1 in de hitlijsten van iTunes en het album If In Case You Feel The Same nummer 2 in de albumhitlijsten.

### Religie
Cockrell is het enige kind van drie zonen dat geen predikant is geworden. Hoewel Cockrell veel liedjes heeft die zijn geloof weerspiegelen, is het opgemerkt dat Cockrells algehele oeuvre deze thema's niet consequent bevat. Hij heeft opgemerkt dat hij fans heeft verloren vanwege zijn religieuze overtuigingen en sommige christenen heeft vervreemd met liedjes die niet altijd over God gaan. Een uitgebreide Cockrell-functie in Independent Weekly concludeert dat archetypische conflicten, seculiere genoegens en doelen versus christelijke principes en regels, de songwriting van Cockrell hebben aangedreven.

## Discografie
- 2001: Stacks of Dreams (Yep Roc Records)
- 2003: Warmth and Beauty (Yep Roc Records)
- 2005: Begonias (Yep Roc Records)
- 2009: To Be Loved (Major 7 Music)

- International Standard Name Identifier: 0000 0000 4479 5483
- Library of Congress Control Number: no2004122129
- MusicBrainz: 61a43fdf-61fc-4676-85b1-17709a7882b8
- SNAC: w6nx4wnt
- Virtual International Authority File: 71114586
- WorldCat: E39PBJqQvJPXMXfMFBqYCqRxjC